# Epitalamus
Epitalamusul este un segment posterior (dorsal) al diencefalului.  Epitalamusul include nucleii habenulari și fibrele lor de interconectare, comisura habenulară, stria medulară și glanda pineală.

## Fiziologie
Funcția epitalamusului este de a conecta sistemul limbic la alte părți ale creierului. Epitalamusul servește, de asemenea, ca punct de legătură pentru sistemul de conducere diencefalică dorsală, care este responsabil pentru transportarea informațiilor de la creierul limbic la structurile limbice ale creierului mediu.   Unele funcții ale componentelor sale includ secreția de melatonină și secreția de hormoni din glanda pituitară (prin ritmurile circadiene ale glandei pineale ), reglarea căilor motorii și a emoțiilor și modul în care energia este conservată în organism. 
Un studiu a arătat că habenula laterală, o structură epitalamică, produce activitate oscilatorie theta spontană care a fost corelată cu oscilația theta în hipocampus. Același studiu a constatat, de asemenea, că creșterea undelor theta atât în habenula laterală, cât și în hipocampus a fost corelată cu performanța crescută a memoriei la șobolani. Acest lucru sugerează că habenula laterală are o interacțiune cu hipocampul care este implicată în procesarea informațiilor spațiale dependente de hipocamp. 

## Componente
Epitalamusul este o structură mică care cuprinde trigonul habenular, glanda pineală și comisura habenulară. Este conectat cu sistemul limbic și ganglionii bazali.
Speciile care posedă un organ parapineal fotoreceptiv prezintă asimetrie în epitalamus la habenula, spre stânga (dorsală). 

## Semnificația clinică
Disfuncția epitalamusului poate fi legată de tulburări de dispoziție (cum ar fi depresia majoră), schizofrenie și tulburări de somn.  Nivelurile scăzute de melatonină vor da naștere de obicei tulburărilor de dispoziție. 
Calcificarea epitalamusului poate fi legată de leziunile periventriculare din apropierea sistemului limbic și de leziunile căilor cortico-subcorticale implicate în schizofrenie. 

## Tulburări de somn
Epitalamusul este asociat cu tulburări de somn cum ar fi insomnia care se învârte în jurul ritmurilor circadiene ale ciclurilor de trezire a somnului. Legătura strânsă a epitalamusului cu sistemul limbic reglează secreția de melatonină de către glanda pineală și reglarea căilor motorii și a emoțiilor.  Secreția de melatonină are loc într-un ciclu. Secreția este ridicată noaptea sau în absența luminii și scăzută în timpul zilei. Nucleul suprachiasmatic din hipotalamus este responsabil pentru acest ciclu de secreție din epitalamus, în special din glanda pineală.  Cronometrarea circadiană este condusă în celule de activitatea ciclică a genelor nucleului de ceas și a proteinelor, cum ar fi per2 / PER2.  Acidul gamma-aminobutiric și mai mulți factori peptidici, inclusiv citokinele, hormonul de eliberare a hormonului de creștere și prolactina, sunt legate de promovarea somnului. 